# Flockimmunitet

Översta boxen visar hur en smittsam sjukdom sprids av smittade personer (röda) i en population med friska icke-immuna personer (blåa). Smittan sprids i populationen. Mellersta boxen visar hur smitta kan spridas fast några personer är immuna (gula).
Nedersta boxen visar hur smittan inte sprids vidare så mycket, när tillräckligt många är immuna mot smittan. I de översta två exemplen blir de flesta icke-immuna friska personerna smittade, medan i nedersta exemplet blir endast en smittad.

Flockimmunitet, eller gruppimmunitet är ett indirekt skydd mot smittsamma sjukdomar som uppstår när en stor andel av en population har utvecklat immunitet mot en sjukdom och därigenom skyddar även icke-immuna individer. I en population, där en stor andel av individerna är immuna, är det troligare att spridningen hindras, därför att spridningen stoppas när smittan når en immun individ. Ju större den immuna andelen är, desto mindre risk att icke-immuna individer kommer i kontakt med en smittad. Begreppet är viktigt inom infektionsepidemiologi. 
En enskild person kan bli immun genom att återhämta sig från ett naturligt insjuknande eller genom artificiella metoder, till exempel vaccination. En del individer kan inte bli immuna, av medicinska skäl, och för denna grupp är flockimmuniteten ett viktigt skydd. När väl en viss tröskelnivå har nåtts, kan flockimmuniteten bidra till att smittan gradvis utrotas från populationen. Om detta sker globalt, kan det resultera i att antalet smittade går ner till noll, alltså att sjukdomen är utrotad. Denna metod användes för att utrota smittkoppor – det sista kända fallet diagnostiserades 1977 – och för lokal utrotning av flera sjukdomar. Flockimmunitet är endast applicerbart på smittsamma sjukdomar, alltså sådana som kan överföras från en individ till en annan.
Den engelska termen herd immunity började användas 1923. En sådan kom att betraktas som ett naturligt förekommande fenomen på 1930-talet, då man observerade att efter att ett betydande antal barn hade blivit immuna mot mässlingen så sjönk antalet nya insjuknade tillfälligt, även bland mottagliga barn. Sedan dess har massvaccinationer för att skapa flockimmunitet blivit vanliga och visat sig vara ett effektivt verktyg för att hindra spridning av många smittsamma sjukdomar.